# Gold – Gier hat eine neue Farbe
Gold – Gier hat eine neue Farbe (Originaltitel Gold) ist ein US-amerikanischer Spielfilm von Stephen Gaghan aus dem Jahr 2016, der lose auf dem Bre-X-Skandal beruht.

## Handlung

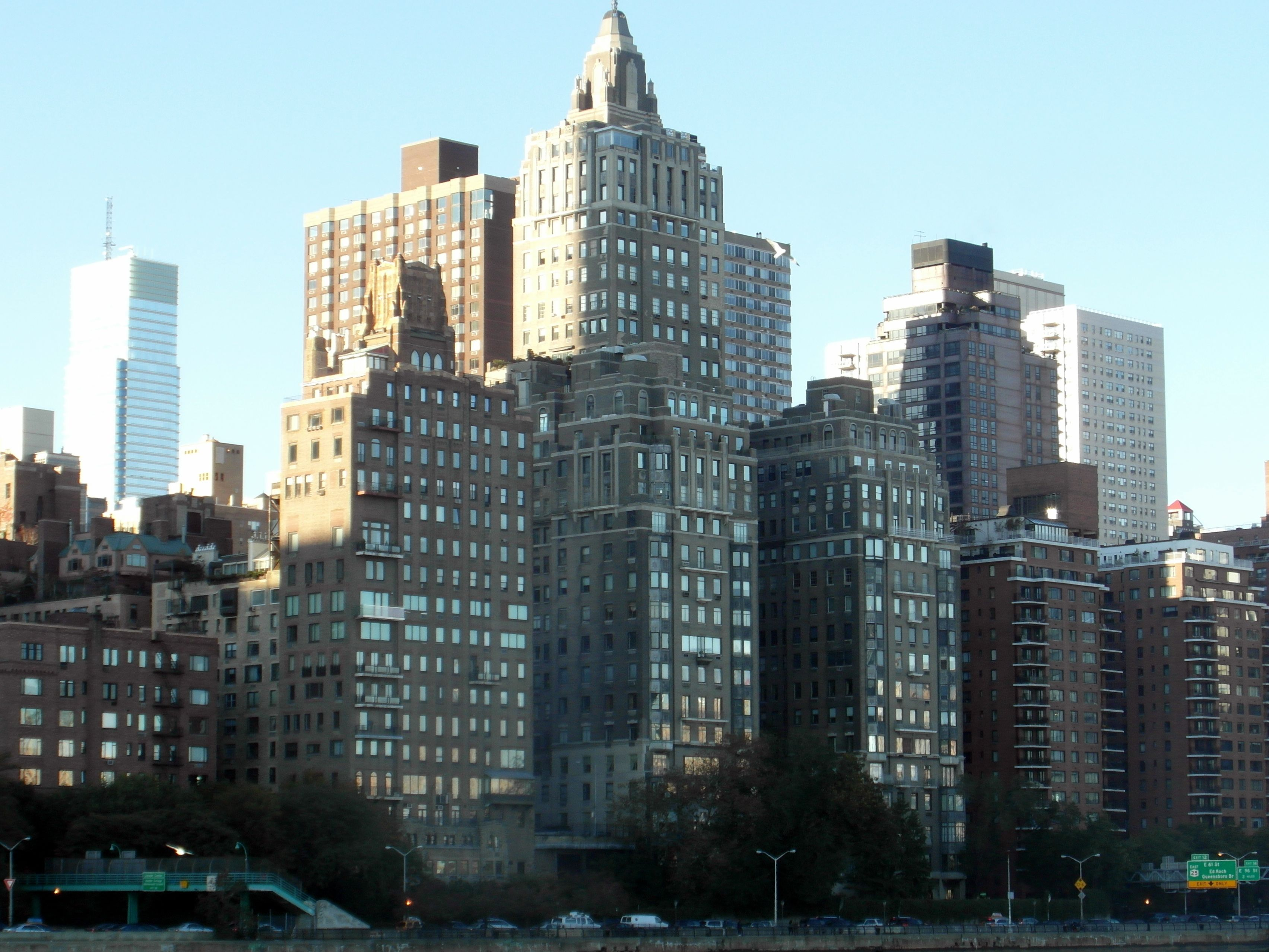
Kenny Wells muss sich nach dem Goldfund in den Sitzungssälen der wichtigsten Wall-Street-Unternehmen mit profitgierigen Menschen herumschlagen. Hierfür wurde der Film auch am Originalschauplatz in Manhattan gedreht, wie der East 52nd Street

Im Jahr 1981 ist Kenny Wells noch ein gut aussehender und smarter Verkäufer. Sieben Jahre später ist aus ihm ein halbglatzköpfiger und Kette rauchender Trinker geworden, der versucht, aus einer Bar in Reno heraus als ein moderner Prospektor zu arbeiten. Er stammt aus einer Dynastie von Goldschürfern und Geschäftsleuten, die Bodenschätze ausbeuten. Kenny hingegen ist ein Träumer, und es ist nicht gut um seine Finanzen bestellt. Denn als er nach dem Tod seines Vaters dessen Bergbauunternehmen geerbt hat, ging es finanziell schnell bergab, und er musste erkennen, dass er für diese Art von Geschäft eigentlich weder die Geduld noch das nötige Geschick besitzt. Was Wells jedoch hat, ist eine Neigung, scheinbare Grenzen austesten zu wollen. Seine Freundin Kay hat zwei Jobs, um beide über Wasser zu halten.
Dann kommt ihm zu Ohren, dass es in Indonesien zu einem großen Goldfund gekommen sein soll. Der Finder will diesen Standort jedoch nicht preisgeben. Allerdings hat er nach einer durchzechten Nacht einen Traum von einem riesigen Goldvorkommen in Indonesien, am Fuße hoher Zwillingsberge, irgendwo auf Borneo. Daraufhin reist Kenny mit seinem letzten Geld nach Indonesien, um vor Ort nach der Mine zu suchen. Als gleichberechtigten Partner für diese Unternehmung gewinnt er den erfahreneren Geologen Michael Acosta, der ihm dabei helfen soll, sich in dem nicht auf der Karte verzeichneten Dschungel zu orientieren und den an einem Fluss gelegenen Ort mit den Zwillingsbergen zu finden, die ihm im Traum erschienen sind. Gemeinsam reisen sie nach Borneo, tief in den unerforschten und auch unerschlossenen Regenwald von Indonesien. Der Dschungel ist von Eingeborenen besiedelt. Acosta begegnet der Unternehmung zuversichtlich und bringt damit ein wenig Gelassenheit in die Suche, die Wells fast wie ein Wahnsinniger angeht. Sie heuern Arbeiter an und beginnen zu graben. Mit Hilfe von Bohrungen versuchen sie eine Goldlagerstätte zu finden. Die ersten Gesteinsproben sind allerdings negativ, und zudem erkrankt Kenny an Malaria. Als er endlich aus dem Delirium erwacht, verkündet Mike ihm einen sensationellen Fund: die größte seit einhundert Jahren gefundene Goldlagerstätte. Allerdings wollen der dortige Diktator Suharto und sein korrupter Regierungsclan auch ein Stück vom Kuchen haben und mischen sich gemeinsam mit dem Militär ebenfalls in das Vorhaben ein. Um das Gold nicht wieder zu verlieren, muss sich Wells mit der Familie des Diktators verbünden.
Für Wells, der sich nicht wirklich herausgefordert fühlte, war dieses Abenteuer jedoch nur wenig befriedigend. Er kehrt in die USA zurück, wo ihn alle nun völlig anders behandeln als zuvor. Nur seine Freundin Kay, die sich aufgrund des neuen Reichtums an teurer Designerkleidung erfreuen darf, verhält sich ihm gegenüber wie immer. Es ist für Wells allerdings nicht so leicht, das Geld auch zu behalten. Sein Fund versetzt die Börsenwelt in Aufruhr, und er muss sich in den Sitzungssälen und Hinterzimmern von Wall-Street-Unternehmen mit von Profitgier getriebenen Menschen herumschlagen. Bald erkennt Wells, dass es einfacher ist, Gold zu finden, als es zu behalten.
Kurz nachdem Wells als „Prospektor des Jahres“ ausgezeichnet wurde, werden von unabhängiger Seite Analysen veröffentlicht, die belegen, dass kein Gold in der vermeintlichen Lagerstätte enthalten ist. Bilder der Goldkörner aus den Gesteinsproben deuten auf einen Betrug hin. Die Körner sind stark abgerundet, was typisch für Seifengold aus Flüssen ist, das den Gesteinsproben nachträglich zugesetzt wurde. Nach diesen Befunden wird der Handel mit Wells’ Aktien an der Börse sofort gestoppt; geprellte Anleger verlangen Aufklärung und das FBI ermittelt gegen Wells. Zur gleichen Zeit wird Acostas Leiche im indonesischen Dschungel gefunden. Nachdem Wells alles verloren hat, kehrt er zu Kay zurück. Sie händigt ihm einen Brief von Acosta aus, der einen Scheck über 82 Millionen US-Dollar und den auf einer Serviette abgefassten Vertrag zwischen ihm und Wells enthält.

## Hintergrund
Der Film basiert lose auf einer wahren Begebenheit, dem Bre-X-Skandal, wobei die Handlung um etwa ein Jahrzehnt in die 1980er Jahre vorverlegt, und aus den kanadischen Protagonisten US-Amerikaner gemacht wurden. Die Figur des Kenny Wells ist an den kanadischen Geschäftsmann David Walsh angelehnt. Michael Acosta scheint inspiriert von den kanadischen, respektive philippinischen Geologen John Felderhof und Michael de Guzman (dessen Leiche nach Auffliegen des Schwindels im indonesischen Dschungel gefunden wurde).

## Produktion

### Stab, Besetzung und Synchronisation
Regie führte der Oscarpreisträger Stephen Gaghan, der gemeinsam mit Patrick Massett auch das Drehbuch zum Film schrieb.
Matthew McConaughey übernahm im Film die Hauptrolle des Prospektors und baldigen Millionärs Kenny Wells, Bryce Dallas Howard spielt seine Freundin Kay. Die Rolle von Michael Acosta wurde mit Édgar Ramírez besetzt.
Während McConaughey für frühere Rollen, wie beispielsweise Dallas Buyers Club, an Gewicht verlieren oder Muskeln antrainieren musste, hatte der Schauspieler für die Rolle von Wells in Gold an Gewicht zulegen müssen.
In der deutschen Synchronisation wird McConaughey in seiner Rolle des Goldsuchers Kenny Wells von Benjamin Völz gesprochen.

### Dreharbeiten

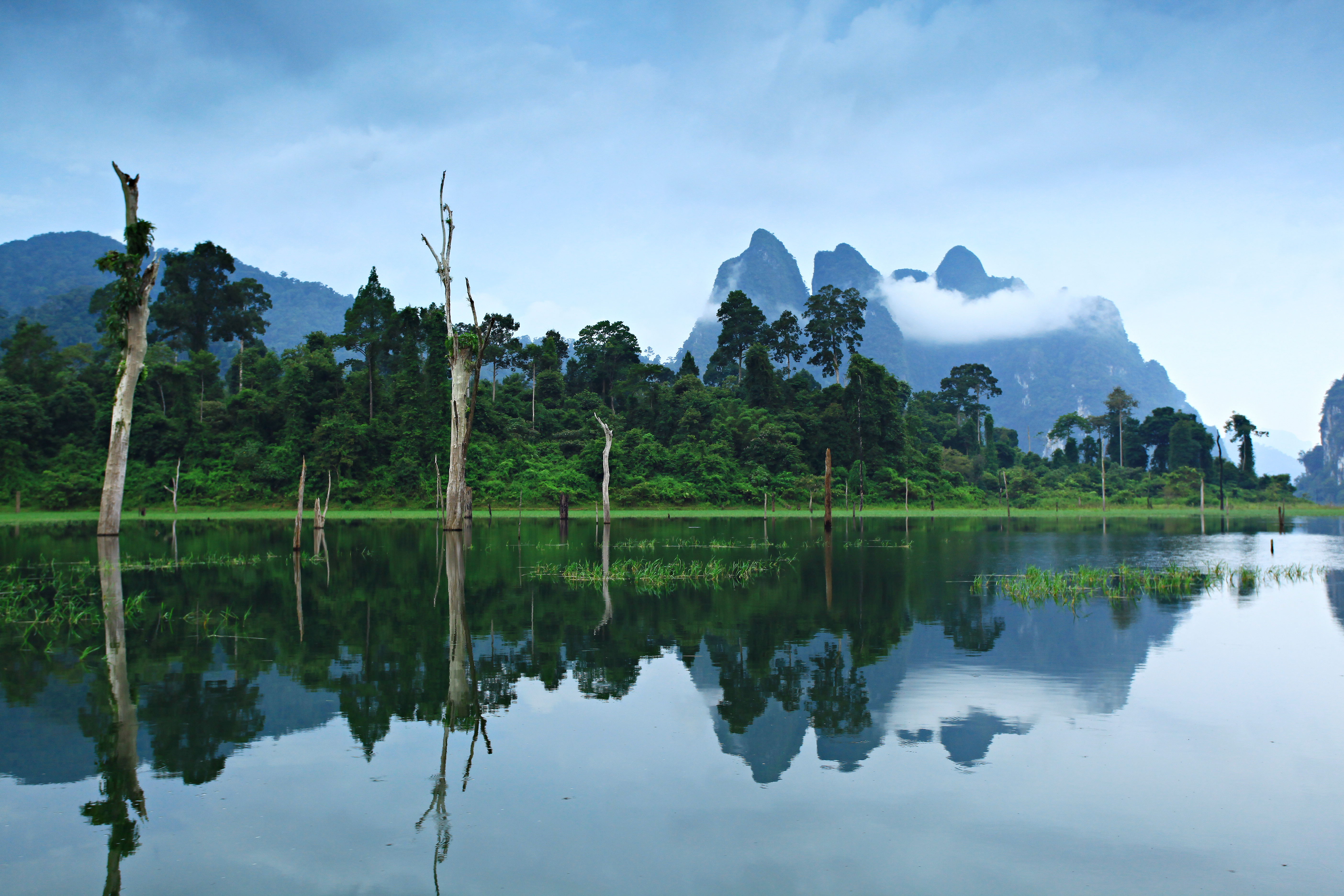
Die Regenwälder um Surat Thani dienten im Film dem indonesischen Dschungel als Kulisse

Der Film wurde in Indonesien, Thailand und in den USA gedreht. In Thailand, wo die Produktion am 29. Juni 2015 begonnen wurde, drehte man während des Monsuns in den Städten Bangkok und Surat Thani und dem umliegenden Regenwald, der dem indonesischen Dschungel als Kulisse diente, in den USA in New Mexico, Albuquerque und in Reno, wo die Eröffnungsszene und eine Fahrtszene gedreht wurden. Anfang Oktober 2015 fanden die Dreharbeiten an einigen Tagen in New York in der Downtown von Manhattan statt, so in der 53rd Street, der Park Avenue und der East 52nd Street. Die Dreharbeiten wurden Ende 2015 abgeschlossen.

### Filmmusik
Die Filmmusik komponierte Daniel Pemberton. Den Titelsong des Films schreibt Iggy Pop gemeinsam mit DJ Danger Mouse. Iggy Pop sagte zu seiner Arbeit: „Dieser wunderschöne und unvorhersehbare Film hat zu mir über Gewalt, Begierde, Lust und die unentrinnbaren Wirrungen des Schicksals gesprochen.“
Jørn Tillnes von soundtrackgeek.com spricht von einem insgesamt sehr guten Hörerlebnis und beschreibt, die Musik im Film bewege sich zwischen solcher aus den frühen 1980er Jahren über Stücke im Stil der 1970er Jahre, aber auch flotte Lieder wie At The Sound of the Bell seien darin zu hören, in welches geschickt die Messingglocke der Wall Street als Musikinstrument eingebaut wurde. Die Musik beinhalte zudem abenteuerliche Elemente, die sich jedoch in ihrem Ansatz deutlich von Indiana Jones unterschieden. In dem Stück Minecraft und besonders in dem Stück Indo seien Einflüsse ethnischer Musik zu erkennen, so Tillnes, die vermutlich aus Indonesien stammen. Die Stücke The Ring Of Fire III – The Reveal und The New York Jungle beschreibt Tillnes als Dschungel-Musik.
Im Dezember 2016 wurde der Soundtrack als Anwärter bei der Oscarverleihung 2017 in der Kategorie Beste Filmmusik in die Kandidatenliste (Longlist) aufgenommen, aus denen die Mitglieder der Akademie die offiziellen Nominierungen bestimmen werden. Das nicht auf dem Soundtrack enthaltene Lied Gold wurde in die Longlist für den Besten Filmsong aufgenommen.

### Marketing und Veröffentlichung
Der Film kam am 25. Dezember 2016 in ausgewählte US-amerikanische Kinos, ab dem 27. Januar 2017 wurde der Film dort landesweit gezeigt. Im Januar 2017 wurde von TWC-Dimension ein Red-Band-Trailer veröffentlicht, der zeigt, wie McConaughey in der Rolle von Kenny Wells nackt einen Geschäftspartner begrüßt. Der Kinostart in Deutschland und der Schweiz erfolgte am 13. April 2017 sowie einen Tag später in Österreich. Am 27. September (Schweiz) und 5. Oktober 2017 (Deutschland und Österreich) wurde der Film mit deutscher Tonspur auf DVD und Blu-ray veröffentlicht. Die deutschsprachige TV-Premiere erfolgte am 5. Februar 2019 bei SRF 2.

## Rezeption

### Altersfreigabe
In Deutschland erhielt der Film eine Freigabe FSK 12. In der Freigabebegründung heißt es: „Der Film ist insgesamt eher ruhig und dialogstark erzählt. Vereinzelt gibt es einige dramatische Situationen und derbe Dialoge, die aber im Kontext der ruhigen Gesamterzählung keine negative Wirkung auf Kinder ab 12 Jahren entfalten. Gleiches gilt für den starken Alkoholkonsum des Goldsuchers, der eher abstoßend dargestellt wird und keinerlei Vorbildcharakter hat. Beeinträchtigungen lassen sich daher bei Kindern ab 12 Jahren ausschließen.“

### Einspielergebnisse
Die Produktionskosten des Films werden auf 20 Millionen US-Dollar beziffert.
Die weltweiten Einnahmen des Films belaufen sich auf rund 14,9 Millionen US-Dollar, davon allein rund 7,2 Millionen US-Dollar in den USA und Kanada. In Europa wurden rund 770.000 Kinotickets verkauft, darunter 32.602 in Deutschland, 5.346 in Österreich und 16.462 in der Schweiz. Der Film konnte die Erwartungen an den Kinokassen nicht erfüllen, der Film gilt als kommerzieller Flop.

### Kritiken
Der Film wurde von den Kritikern gemischt aufgenommen. Das Filmkritik-Portal Rotten Tomatoes gibt für den Film 42 % positive Rezensionen an, basierend auf 186 Kritiken. Zusammenfassend heißt es dort: „Gold glänzt mit einer beeindruckend engagierten Leistung von Matthew McConaughey, doch sie bleibt nur ein funkelndes Nugget in einem ansonsten unausgewogenen Haufen filmischen Gerölls.“ Bei Metacritic konnte ein Metascore von 49, basierend auf 40 Kritiken, erzielt werden. Eine von CinemaScore vorgenommene Umfrage unter US-amerikanischen Kinobesuchern kam zu dem Ergebnis, dass die Zuschauer dem Film eine Durchschnittsnote von B– vergaben, was der deutschen Schulnote 2– bzw. knapp gut entspricht.
Peter Debruge von Variety beschreibt Gold als ein lebendiges Porträt von dem, was fälschlicherweise oft als American Dream dargestellt wird, mehr aber als amerikanische Fantasie beschrieben werden sollte, in der Menschen von Reichtum und Erfolg träumen, ohne dafür gearbeitet zu haben.
Scott Feinberg von The Hollywood Reporter erkannte im Film viel Potenzial für eventuelle Nominierungen im Rahmen der Oscarverleihung 2017. So sah er in Robert Elswit für seine Kameraarbeit einen Kandidaten, aber auch in Maria Djurkovic für das Production Design. Matthew McConaughey sei ein geeigneter Kandidat in der Kategorie Bester Hauptdarsteller und Édgar Ramírez als Bester Nebendarsteller gewesen.
Frank Arnold von epd Film sagt, es sei die Ambivalenz der Hauptfigur, die dem Film etwas Schillerndes verleihe und erklärt: „Wer ist Kenny Wells? Diese Frage stellt sich der Zuschauer immer wieder.“ Der Film wirke manchmal wie eine zeitgemäße Variante von Der Schatz der Sierra Madre, so Arnold, erscheine in anderen Momenten als Loblied auf die Beharrlichkeit des Pioniergeistes, und der Film oszilliere zwischen Drama und Satire. Nicht zuletzt besitze der Film auch eine surreale Seite, so Arnold, und nennt die Situation als Beispiel, als Wells nach seiner Malariaerkrankung im Dschungel wieder auf die Beine kommt und zwischenzeitlich Gold gefunden wurde. Man glaube, es handele sich um einen Fiebertraum, und auch das märchenhafte Ende unterstreiche eine Doppelbödigkeit, die der Film aufweise, so Arnold.
Knut Elstermann von MDR Kultur meint, Gold pendelte stilistisch ständig zwischen Buddy-Movie, ätzender Gesellschaftssatire, packender Abenteuergeschichte, großer Tragödie und schwarzer Komödie, was irritierend und faszinierend zugleich sei. McConaughey, unförmig und kahl, spiele mit ungeheurer Wucht, so Elstermann, und mit seiner schmuddeligen Aura, seinem urwüchsigen Goldgräber-Instinkt, seiner Klobigkeit, wirke er ganz anachronistisch in der Welt des modernen Kapitalismus.
Annett Scheffel von der Süddeutschen Zeitung sagt, der 47-Jährige McConaughey spiele sich in Gold in der Rolle des hochtrabenden Instinktmenschen Wells einen Wolf, allerdings werde man das Gefühl nicht los, dass der Schauspieler den Bogen überspannt: „Die großen Gesten, das angeberische Method-Acting, die fast komödiantisch übertriebene Glatze – all das ist immer wunderbar energiegeladen und bis zu einem gewissen Grad unterhaltsam. Die feine Linie zwischen sympathisch und pathetisch, auf der er in früheren Rollen fast schlafwandlerisch zu balancieren verstand, trifft er diesmal allerdings nicht.“ Mitunter wirkten die Auftritte wie eine Persiflage auf McConaugheys eigenen ostentativen Schauspielmodus, so Scheffel, und er ließe den Träumer Wells zwischendurch zum Clown werden. Dass der Film mit seiner von dem Regisseur Stephen Gaghan eigentlich clever angelegten Doppelbödigkeit zwischen Kapitalismussatire und Selfmade-Drama trotzdem nie richtig zünde, liege aber nicht nur an McConaughey, so Scheffel, denn die Geschichte, die sich an wahre Ereignisse anlehne, werde zu bemüht erzählt und versuche, eine emotionale Beleuchtung geopolitischer und wirtschaftlicher Machtstrukturen zu sein, zwischen modernen Abenteuergeschichten wie Der Schatz der Sierra Madre und den Börsenzockereien in The Big Short oder The Wolf of Wall Street.

### Auszeichnungen
Golden Globe Awards 2017
- Nominierung als Bester Filmsong (Gold – Brian Burton, Stephen Gaghan, Daniel Pemberton und Iggy Pop)[31]

Hollywood Film Awards 2016
- Auszeichnung mit dem Hollywood Ensemble Award[32][33]

Saturn Awards 2017
- Nominierung als Bester Action-/Adventurefilm
- Nominierung als Bester Hauptdarsteller (Matthew McConaughey)
- Nominierung als Beste Nebendarstellerin (Bryce Dallas Howard)[34]